# Denys N. Coop
Pour les articles homonymes, voir Coop.
Denys N. Coop, ou Denys Coop, est un directeur de la photographie anglais, né le 20 juillet 1920 à Reading (Berkshire), mort le 16 août 1981 à Londres.
Membre de la BSC, il en a été le président de 1973 à 1975.

## Biographie
Denys N. Coop est premier ou deuxième assistant opérateur sur une quinzaine de films sortis entre 1936 et 1948, dont Au revoir Mr. Chips de Sam Wood (1939) et Le Voleur de Bagdad de Ludwig Berger et Michael Powell (1940). Son début de carrière est interrompu par la Seconde Guerre mondiale, durant laquelle il sert dans la Royal Air Force.
Il est ensuite cadreur sur une trentaine de films (travaillant notamment avec les directeurs de la photographie Oswald Morris et Georges Périnal) sortis entre 1945 et 1970, dont Le Troisième Homme de Carol Reed (1949), Richard III de Laurence Olivier (1955), Bonjour tristesse d'Otto Preminger (1958) et Lolita de Stanley Kubrick (1962).
Comme chef opérateur, il contribue à vingt-six films (majoritairement britanniques, sortis à partir de 1961, dont Billy le menteur de John Schlesinger (1963, avec Tom Courtenay et Wilfred Pickles), La Griffe de Franklin J. Schaffner (1967, avec Yul Brynner et Britt Ekland) et Asylum de Roy Ward Baker (1972, avec Peter Cushing et Britt Ekland). Le dernier est Rosebud d'Otto Preminger (avec Peter O'Toole et Richard Attenborough), sorti en 1975.
Hormis un film sorti en 1981 (année de sa mort) pour des prises de vues additionnelles, il termine sa carrière comme technicien des effets visuels, avec Superman de Richard Donner (1978), puis Superman 2 de Richard Lester (1980).
Superman permet à Denys N. Coop d'obtenir en 1979 un Oscar des meilleurs effets visuels et, la même année, un British Academy Film Award. Auparavant, au cours des années 1960, il avait obtenu trois nominations au British Academy Film Award de la meilleure photographie, sans obtenir lé récompense.

## Filmographie partielle

### Assistant opérateur
- 1936 : Two's Company de Tim Whelan
- 1937 : La Reine Victoria (Victoria the Great) d'Herbert Wilcox
- 1939 : Au revoir Mr. Chips (Goodbye, Mr. Chips) de Sam Wood
- 1940 : Le Voleur de Bagdad (The Thief of Bagdad') de Ludwig Berger, Michael Powell et autres
- 1947 : Un homme dans la maison (A Man About the House) de Leslie Arliss

### Cadreur
- 1945 : Think It Over de Roy Ward Baker
- 1947 : Un mari idéal (An Ideal Husband) d'Alexander Korda
- 1948 : Première Désillusion (The Fallen Idol) de Carol Reed
- 1949 : Cet âge dangereux (That Dangerous Age) de Gregory Ratoff
- 1949 : Le Troisième Homme (The Third Man) de Carol Reed
- 1950 : Moineau de la Tamise (The Mudlark) de Jean Negulesco
- 1950 : Son grand amour (My Daughter Joy) de Gregory Ratoff
- 1952 : Le Mur du son (The Sound Barrier) de David Lean
- 1953 : Gilbert et Sullivan (The Story of Gilbert and Sullivan) de Sidney Gilliat
- 1953 : L'Homme de Berlin (The Man Between) de Carol Reed
- 1955 : Richard III de Laurence Olivier
- 1955 : L'Homme qui aimait les rousses (The Man Who Loved Redheads) d'Harold French
- 1956 : Safari de Terence Young
- 1957 : Sainte Jeanne (Saint Joan) d'Otto Preminger
- 1957 : Le Prince et la Danseuse (The Prince and the Showgirl) de Laurence Olivier
- 1957 : Quand se lève la lune (The Rising of the Moon) de John Ford
- 1958 : Bonjour tristesse (titre original) d'Otto Preminger
- 1958 : Les Aventures de Tom Pouce (tom thumb) de George Pal
- 1959 : Notre agent à La Havane (Our Man in Havana) de Carol Reed
- 1960 : Amants et Fils (Sons and Lovers) de Jack Cardiff
- 1960 : Le Cabotin (The Entertainer) de Tony Richardson
- 1961 : Les Canons de Navarone (The Guns of Navarone) de J. Lee Thompson
- 1962 : Lolita de Stanley Kubrick
- 1970 : La Fille de Ryan (Ryan's Daughter) de David Lean (deuxième équipe)

### Directeur de la photographie
- 1962 : Un amour pas comme les autres (A Kind of Loving) de John Schlesinger
- 1962 : The Girl on the Boat de Henry Kaplan
- 1963 : Billy le menteur (Billy Liar) de John Schlesinger
- 1963 : The Mind Benders de Basil Dearden
- 1963 : Le Prix d'un homme (This Sporting Life) de Lindsay Anderson
- 1964 : Pour l'exemple (King & Country) de Joseph Losey
- 1964 : Traitor's Gate (Das Verrätertor) de Freddie Francis
- 1964 : One Way Pendulum de Peter Yates
- 1964 : L'Ange pervers (Of Human Bondage) de Ken Hughes et Henry Hathaway
- 1965 : Bunny Lake a disparu (Bunny Lake Is Missing) d'Otto Preminger
- 1966 : Drop Dead Darling de Ken Hughes
- 1967 : La Griffe (The Double Man) de Franklin J. Schaffner
- 1968 : L'Anniversaire (The Birthday Party) de William Friedkin
- 1970 : L'Exécuteur (The Executioner) de Sam Wanamaker
- 1971 : L'Étrangleur de Rillington Place (10 Rillington Place) de Richard Fleischer
- 1972 : Asylum de Roy Ward Baker
- 1972 : The Little Ark de James B. Clark
- 1973 : And Now the Screaming Starts! de Roy Ward Baker
- 1973 : Le Caveau de la terreur (The Vault of Horror), film à sketches de Roy Ward Baker
- 1975 : Inserts de John Byrum
- 1975 : Rosebud d'Otto Preminger

### Technicien des effets visuels
- 1978 : Superman de Richard Donner
- 1980 : Superman 2 (Superman II : The Adventure Continues) de Richard Lester

## Distinctions

### Nominations
- British Academy Film Award de la meilleure photographie :
  - En 1964, catégorie noir et blanc, pour Billy le menteur ;
  - En 1965, catégorie noir et blanc, pour Pour l'exemple ;
  - Et en 1967, catégorie noir et blanc, pour Bunny Lake a disparu.

### Récompenses
- Oscar pour une contribution spéciale (des meilleurs effets visuels) : 1979, pour Superman (récompense partagée).
- British Academy Film Award de la meilleure contribution au cinéma britannique : 1979, pour les effets visuels de Superman (récompense partagée).